# یوخیم زویاهیلسکی
یوخیم زویاهیلسکی (اوکراینی: Юхим Леонідович Звягільський؛ ۲۰ فوریهٔ ۱۹۳۳ – ۶ نوامبر ۲۰۲۱) سیاست‌مدار اهل اوکراین بود. وی از ۲۲ سپتامبر ۱۹۹۳ تا ۱۶ ژوئن ۱۹۹۴ نخست‌وزیر موقت اوکراین بود.
یوخیم زویاهیلسکی در ۶ نوامبر ۲۰۲۱ بر اثر ابتلا به بیماری کروناویروس ۲۰۱۹ در سن ۸۸ سالگی درگذشت.
وی همچنین برندهٔ جوایزی همچون نشان لنین، نشان انقلاب اکتبر، مدال به مناسبت یکصدمین سالگرد تولد ولادیمیر ایلیچ لنین، نشان پرچم سرخ کار، و قهرمان کار سوسیالیست شده‌است.